# Gladys Knight
Gladys Knight, nascida Gladys Maria Knight (Atlanta, 28 de maio de 1944) é uma cantora americana de soul e R&B. Fez muito sucesso na segunda metade do século XX com sua banda Gladys Knight & the Pips, que continha em sua formação o irmão e os primos da cantora (Merald "Bubba" Knight; Edward Patten e William Guest), respectivamente. Era tia da cantora Aaliyah. Gladys é conhecida também por, Empress of Soul (Imperatriz do Soul, em português). É membro d'A Igreja de Jesus Cristo dos Santos dos Últimos Dias (Mórmons).

## Premiações
- Prêmios Grammy
  - Melhor Performance Pop por um Duo ou Grupo com Vocais de 1986 - "That's What Friends Are For" - Dionne Warwick, Elton John, Gladys Knight & Stevie Wonder.
  - Melhor Álbum Vocal de R&B Tradicional de 2001 - At Last
  - Melhor Performance Gospel de 2004 - "Heaven Help Us All" - Ray Charles & Gladys Knight.
  - Melhor Álbum de Coral gospel ou Álbum de Coral de 2005 - One Voice - Gladys Knight & The Saints Unified Voices.
- Outros prêmios
  - Prêmio Essence de Conquista de Carreira de 1992
  - Em 1995, Gladys Knight ganhou uma estrela na Calçada da Fama de Hollywood em Los Angeles.[2]
  - Pinnacle Award de 1997.[3]
  - Prêmio de Lifetime Achievement do BET de 2005
  - Prêmio Legendário de 2006 do Las Vegas Music Awards
  - Prêmio Image para Artista de Jazz Espetacular de 2007 durante o 38º NAACP Image Awards.[4]
  - Prêmio de Melhor Lenda Viva do 1º The BET Honors Anual em 2008 (com Stevie Wonder).[5]
  - Lifetime Diva Award no Stardust Music Awards em março de 2008.
  - homenageada pelo Festival Nacional de Artes Negras e pela Coca Cola Company no Legends Celebration de 2008.[6]

## Discografia

### Álbuns
- 1978: Miss Gladys Knight (#57 U.S. R&B)
- 1979: Gladys Knight (#79 U.S. R&B)
- 1991: Good Woman (#45 U.S. Pop, #1 U.S. R&B)
- 1994: Just for You (#53 U.S. Pop, #6 U.S. R&B)
- 1998: Many Different Roads (#21 U.S. Gospel)
- 2001: At Last (#98 U.S. Pop, #30 U.S. R&B)
- 2005: One Voice (com Saints Unified Voices) (#95 U.S. R&B, #21 U.S. Gospel)
- 2006: A Christmas Celebration (com Saints Unified Voices) (#155 U.S. Pop, #59 U.S. R&B, #1 U.S. Gospel)
- 2006: Before Me (#93 U.S. Pop, #18 U.S. R&B, #4 U.S. Jazz)

### Singles
- 1978: "I'm Coming Home Again" (#54 U.S. R&B)
- 1979: "Am I Too Late" (#45 U.S. R&B)
- 1981: "When a Child Is Born" (com Johnny Mathis) (#74 UK)
- 1985: "That's What Friends Are For" (com Dionne Warwick, Elton John e Stevie Wonder) (#1 U.S. Pop, #1 U.S. R&B, #1 U.S. AC, UK #16)
- 1989: "License to Kill" (#69 U.S. R&B, #18 U.S. AC, #6 UK)
- 1990: "If I Knew Then What I Know Now" (com Kenny Rogers) (#10 U.S. AC)
- 1991: "Men" (#2 U.S. R&B)
- 1991: "Meet Me in the Middle" (#78 U.S. R&B)
- 1991: "Where Would I Be" (#66 U.S. R&B)
- 1991: "Superwoman" (com Dionne Warwick & Patti LaBelle)
- 1994: "I Don't Want to Know" (#32 U.S. R&B)
- 1994: "End of the Road" Medley: "If You Don't Know Me by Now"/"Love Don't Love Nobody" (#76 U.S. R&B)
- 1995: "Next Time" (#30 U.S. R&B)
- 1996: "Missing You" (com Brandy, Tamia e Chaka Khan) (#25 U.S. Pop, #10, U.S. R&B, #30 U.S. AC)

## Publicações
- Knight, Gladys. At Home With Gladys Knight, McGraw-Hill, 2001 - ISBN 1580400752
- Knight, Gladys. Between Each Line of Pain and Glory: My Life Story, Hyperion Press, 1998 - ISBN 0786883715